# اجلاس
اجلاس أو جلاس قرية سورية تتبع ناحية أبو الظهور في منطقة مركز إدلب في محافظة إدلب.
تقع في الريف الشرقي لمحافظة ادلب.
تبعد تقريبا 25كم شرق مدينة ادلب.
وتبعد تقريبا 10كم شرق مدينة سراقب.
وتبعد تقريبا 20كم شمال غرب ناحية أبو الظهور.
المساحة /600/هكتار تقريبا.
فيها تلة طبيعية شمال غرب القرية.
القرى المحيطة بها من :
من الجنوب :قرية الذهيبة.
من الغرب :قرية الرصافة.
من الشمال :قرية طلافح .
من الشرق : بلدة جزرايا، قرية العثمانية.
من الجنوب الشرقي :بلدة تل الطوقان.
من الجنوب الغربي :قرية اسلامين.
من الشمال الغربي :قرية محاريم.
ويحدها من الشمال والشرق ريف محافظة حلب الجنوبي.
معنى «اجلاس» :المصدر من الفعل أجلسَ.
المهنة الرئيسية:الزراعة وتربية الحيوان(الغنم،البقر، الدجاج).
يمتاز أهل القرية بالطيبة والاخلاق الحميدة واحترام الاخرين والتواضع والنخوة العربية والمروءة.
بلغ عدد سكانها 404 نسمة في عام 2004 حسب إحصاء المكتب المركزي للإحصاء.
تقع على بعد حوالي 30 كم جنوب مدينة حلب.